# Eudesma undulata
Eudesma undulata là một loài bọ cánh cứng trong họ Zopheridae. Loài này được Melsheimer miêu tả khoa học năm 1846.